# Lomsjön (Östra Vingåkers socken, Södermanland)
Lomsjön är en mindre våtmark, tidigare sjö i Katrineholms kommun i Södermanland och ingår i Nyköpingsåns huvudavrinningsområde.